# Quintus Caecilius Metellus Nepos (Konsul 98 v. Chr.)
Quintus Caecilius Metellus Nepos (* um 135 v. Chr.; † 55 v. Chr.), ein Sohn des Caecilius Metellus Balearicus, war ein römischer Politiker. Im Jahr 98 v. Chr. bekleidete er das Konsulat. 
Einer der wenigen aus seinem Leben bekannten Aspekte dreht sich um seine Heirat mit Licinia Crassa, der Mutter seiner Söhne. Licinia war bereits mit Quintus Mucius Scaevola verheiratet, als Nepos ein Verhältnis mit ihr begann. Nach dessen Entdeckung wurde Licinia als Ehebrecherin verstoßen. Danach nahm Nepos sie zur Frau, nachdem er sich eine Woche zuvor von seiner vorigen hatte scheiden lassen. In der römischen Gesellschaft erregte dieser Vorgang Aufsehen, wie antike Quellen berichten.
Als Konsul erließ er im Jahr 98 v. Chr. zusammen mit seinem Amtskollegen Titus Didius das Gesetz Lex Caecilia Didia über die Veröffentlichungsfrist von Gesetzentwürfen sowie das Verbot, mehrere Verordnungen in einem einzigen Gesetz zu beantragen. Seine Söhne waren Quintus Caecilius Metellus Celer, Konsul im Jahr 60 v. Chr., und Quintus Caecilius Metellus Nepos, Konsul im Jahr 57 v. Chr.